# Orlando Beltran Quevedo
Orlando Beltran Quevedo O.M.I. (sinh 1939) là một Hồng y người Philippines của Giáo hội Công giáo Rôma. Ông từng đảm nhận vị trí Tổng giám mục chính tòa Tổng giáo phận Cotabaco từ năm 1998 đến năm 2018. Trước đó, ông từng giữ nhiều trọng trách khác như Tổng giám mục chính tòa Tổng giáo phận Nueva Segovia, Chủ tịch Hội đồng Giám mục Philippines và Chủ tịch Liên Hội đồng Giám mục Á châu FABC.

## Thân thế và linh mục
Hồng y Quevedo sinh ngày 11 tháng 3 năm 1939 tại Philipine. Sau quá trình tu học, ngày 5 tháng 6 năm 1964, ông được thụ phong chứ vị linh mục.

## Giám mục
Tòa Thánh loan tin bổ nhiệm linh mục Orlando Beltran Quevedo làm Giám mục Phủ doãn Tông Tòa Kidapawan ngày 23 tháng 7 năm 1980. Vị tân giám mục được tấn phong sau đó vào ngày 28 tháng 10 bởi Tổng giám mục Khâm sứ Tòa Thánh tại Philipine là Bruno Torpigliani cùng hai giám mục phụ phong là Hồng y Antonio Samorè, Thủ thư Thư viện Vatican và Telesforo Giovanni Cioli, Giám mục chính tòa Giáo phận Cortona, Ý. Ngày 15 tháng 11 năm 1982, Tòa Thánh nâng cấp Vùng Truyền giáo Kidapawan làm Giáo phận, ông được thăng thành Giám mục chính tòa Tiên khởi của Giáo phận này.

## Tổng giám mục

### Tổng giám mục Nueva Segovia
Chưa đầy 4 năm sau khi trở thành Giám mục chính tòa, Tòa Thánh loan tin chọn vị Giám mục trẻ tuổi Quevedo làm Tổng giám mục chính tòa Tổng giáo phận Nueva Segovia ngày 22 tháng 3 năm 1986.

### Tổng giám mục Cotabato
Chưa dừng lại, ngày 30 tháng 5 năm 1998, Tòa Thánh lại thông báo việc bổ nhiệm Tổng giám mục Quevedo làm Tổng giám mục chính tòa Tổng giáo phận Cotabato. Sau đó, với các trách nhiệm khác, ông kiêm nhiệm thêm chức vị Chủ tịch Hội đồng Giám mục Philipine trong khoảng thời gian từ 1999 đến 2003. Tiếp tục thăng tiến trên con đường mục vụ, ông được chọn làm Chủ tịch Liên Hội đồng Giám mục Á châu trong giai đoạn 2005 đến 2011.

## Hồng y
Giáo hoàng Phanxicô bất ngờ chọn Tổng giám mục Quevedo làm Hồng y, ông trở thành Tổng giám mục đầu tiên của Tổng giáo phận Cotabato mang tước vị Hồng y. Lễ vinh thăng đã được cử hành ngày 22 tháng 2 năm 2014. Hồng y Quevedo mang danh hiệu Hồng y Nhà thờ S. Maria «Regina Mundi» a Torre Spaccata.
Ngàu 6 tháng 11 năm 2018, Tòa Thánh loan báo Giáo hoàng chấp thuận đơn từ nhiệm vì lý do tuổi tác của Hồng y Quevedo.